# Aleksandr Dmitrenko
Aleksandr Dmitrenko   (Moscou, 5 de gener de 1988) (en rus: Александр Дмитренко) és un empresari i activista social rus i instal·lat a Barcelona des del 2004. Dirigeix l'empresa Nave Magna de lloguer, venda i organització de viatges en iots de luxe, és president de l'associació d'empresaris russocatalans anomenada "RussCat" i és ambaixador de la Cambra de Comerç i Indústria de Barcelona a la Federació Russa.
En 2021, Dmitrenko va ser objecte d'acusacions públiques i infundades dels mitjans de comunicació espanyols d'"espiar per Rússia" dels mitjans de comunicació espanyols i The New York Times. Dmitrenko va negar les acusacions i es va considerar un «cap de turc de conspiracions paranoiques que pretenen cobrir amb una cortina de fum altres problemes greus de la societat política catalana i espanyola».

## Biografia

### Primers anys
Aleksandr Dmitrenko va néixer el 5 de gener de 1988 a Moscou. Els pares - Alexei Nikolaevich i Oksana Vladimirovna - enginyers i economistes, van treballar a l'empresa ZIL de Moscou. Més tard, el seu pare va ser membre de la direcció de la factoria de Moscou "Calibre", la seva mare va ensenyar a l'escola. El 2004, Dmitrenko es va graduar a l'escola núm. 96 de Moscou com a estudiant extern i el mateix any va ingressar a l'Institut de Llengües Estrangeres de Moscou a la Facultat de Filologia Anglesa. Al segon any, va començar a estudiar castellà com a llengua addicional i va donar classes d'anglès a l'Escola-Liceu Econòmic Lingüístic.
Com a estudiant de l'Institut de Llengües Estrangeres de Moscou, del 2006 al 2007 va impartir classes de física en anglès a la Universitat de l'Amistat dels Pobles de Rússia. L'any 2007 es va traslladar a la Universitat de Barcelona i es va llicenciar l'any 2010 en filologia. L'any 2011 va rebre el títol de "màster en dret civil" a la Universitat de Madrid Camilo José Cela.

### Carrera
Des del 2016 organitza jornades per desenvolupar el potencial de les dones emprenedores que s'han traslladat a Espanya amb la finalitat de donar suport a l'emancipació i la socialització financera entre els immigrants.
El 2018-2019, Dmitrenko va iniciar la creació d'una sucursal del centre d'innovació rus Skolkovo a la província de Barcelona. L'objectiu principal del projecte era desplegar l'associació hispanorussa i atraure especialistes estrangers a projectes innovadors russos. La iniciativa es va acordar amb l'organització responsable del Centre d'Innovació representada pel llavors president de la Fundació Skolkovo Arkadi Dvorkovich, però no va trobar el suport de l'ambaixada russa al Regne d'Espanya.
Des del 2017, Dmitrenko és ambaixador de la Cambra de Comerç i Indústria de Barcelona a la Federació de Rússia, membre de l'Associació Internacional de Policia (IPA), òrgan assessor especial d'Interpol i de la UNESCO. Dmitrenko també gestiona l'agència especialitzada de cobrament DA+ i el fons d'inversió privat AA+, i és el fundador del banc europeu SeaPay, que opera en l'àmbit del suport financer a la indústria marítima.

### Acusacions de suport a l'independentisme català
El 3 de setembre de 2021, Dmitrenko fou el centre de polèmiques al ser considerat un «espia» i el contacte de Josep Lluís Alay, l'aleshores cap de l’oficina del president de la Generalitat Carles Puigdemont, amb Rússia en un article de The New York Times signat per Michael Schwirtz. En aquest article, el vinculava amb l'Operació Vólkhov, en què es deia que hauria buscat assistència tècnica i financera de Rússia per al procés independentista. L'any 2019, en el marc dels actes de la Cambra de Comerç i Indústria de Barcelona, Dmitrenko va acompanyar Alay en viatges a Moscou, on aquest va impartir diverses conferències al GAUGN i al MGIMO (durant les quals va conversar amb el professorat, alguns dels quals representants anteriorment eren empleats dels serveis especials russos), així com es va reunir amb el llavors diputat de la Duma Estatal de la Federació Russa Yevgeny Primakov.
Dmitrenko va negar les acusacions i es va considerar un «cap de turc de conspiracions paranoiques que pretenen cobrir amb una cortina de fum altres problemes greus de la societat política catalana i espanyola». A més, va assegurar que només es va centrar a crear una associació empresarial per connectar els mercats rus i català, i proposar «acords d'entesa» a la Cambra de Comerç de Barcelona.